# 高木美也子
高木 美也子（たかぎ みやこ、1952年（昭和27年）1月10日 - ）は、日本の生命倫理学者。専門は、生化学・生命倫理。東京通信大学人間福祉学科教授。テレ朝チャンネル放送番組審議会委員。

## 来歴・人物
東映社長を務めた岡田茂の長女として、京都府京都市で生まれる。岡田裕介（俳優・東映第4代社長）は兄。高木養根（日本航空社長）は義父。
青山学院中等部・高等部、青山学院大学理工学部化学科を経て、パリ第7大学理学部博士課程専攻修了。
東横学園女子短期大学教授、武蔵工業大学（現：東京都市大学）工学部講師（併任）、日本大学総合科学研究所教授などを経て、東京通信大学教授を務める。
『CNNデイウォッチ』、『ウィークエンドライブ 週刊地球TV』にレギュラー出演するなど、テレビのコメンテーターとしても活躍していた。

## 出演番組

### 過去
NHK
- 平成世の中研究所
- ことばクイズ

日本テレビ
- 情報ライブ ミヤネ屋

TBS
- みのもんたの朝ズバッ!
- クイズランチ
- ビッグモーニング
- ザ・フレッシュ!
- マダムんむん

フジテレビ
- THE WEEK
- おはよう!ナイスデイ
- ビッグトゥデイ
- とくダネ!

テレビ朝日
- スーパーモーニング
- CNNデイウォッチ（キャスター）
- 週刊地球TV
- サタデースクランブル
- パワーワイド

文化放送
- 吉田照美 ソコダイジナトコ

## 著書
- 『女性の世界は25時間 仕事も遊びも100パーセント』（大和出版） 1991年11月　ISBN 978-4804701240
- 『身体と性の危ない話』（講談社） 1993年1月　ISBN 978-4062062350
- 『生命のゲーム 人類は、自らの生命を操作できるか?』（市井社） 1994年10月　ISBN 978-4882080312
- 『クスリになる話 こんな願いもクスリでかなう』（リバティ書房） 1997年7月　ISBN 978-4947629951
- 『操作されるイノチ複製されるワタシ SFみたい!な生命科学の話』（PHP研究所） 1999年2月　ISBN 978-4569604831
- 『人間パズル 生命科学と神の領域』（かんき出版） 2002年4月　ISBN 978-4761260019
- 『「図解」生命の科学がみるみるわかる本 基礎からオドロキの最新事情まで!』（PHP研究所） 2008年2月　ISBN 978-4569696881

### 翻訳
- 『私は仮面の妖精だった』（ローラ・ボー、情報センター出版局） 1999年11月　ISBN 978-4795830424

## 論文
- 国立情報学研究所収録論文 国立情報学研究所